# آورامووو (استان کرجالی)
آورامووو (به بلغاری: Avramovo) روستایی در بلغارستان است که در شهرستان آردینو واقع شده‌است. آورامووو ۶٫۱۹۷ کیلومتر مربع مساحت و ۶ نفر جمعیت دارد.